# Danna García
 Danna Maria García Osuna (ur. 4 lutego 1978 w Medellín) – kolumbijsko-meksykańska aktorka filmowa, telewizyjna oraz teatralna.

## Kariera
Karierę telewizyjną zaczynała w wieku 4 lat występami w reklamówkach. Swoją pierwszą większą rolę w telewizji otrzymała, mając 15 lat, w przeboju telewizji RCN Cafe con aroma de mujer. W wieku 17 lat przeniosła się do Meksyku, gdzie przyjęła rolę w Al Norte del Corazón. Przed wyjazdem do Meksyku uczyła się aktorstwa w Teatro Nacional de Colombia. Znana głównie z telenoweli produkcji kolumbijskiej Gorzka zemsta, w której zagrała Normę Elizondo. W 2004 roku była nominowana do nagrody Premio INTE – Premio de la Industria de la Television Espańola jako najlepsza aktorka roku.

## Filmografia
- 2016:Ruta 35 jako Sofia Bermúdez
- 2016: Las Amazonas jako Diana Santos
- 2012 : En cielo en tu mirada jako Angélica María
- 2012–2013: Que bonito Amor jako María Rosario Mendoza García
- 2010–2011: Ktoś Cię obserwuje (Alguien te mira) jako Piedad Estévez
- 2009–2010: Odmienić los (Bella Calamidades) jako Dolores „Lola” Carrero
- 2008–2009: Miłosny nokaut (Un gancho al corazón) jako Monita
- 2008: Zdrada i miłość jako Soledad de Obregón
- 2007: Decisiones jako Francisca
- 2006: Corazón Partido jako Aura Echarri
- 2005: Encrucijada
- 2004: Te Voy a Enseñar a Querer jako Diana María Rivera
- 2003–2004: Gorzka zemsta (Pasión de gavilanes) jako Norma Elizondo de Reyes
- 2000: Zemsta - drugie spojrzenie (La Revancha) jako Soledad Santander/Mariana Ruiz
- 1999: Háblame de amor jako Julia / Jimena
- 1998: Perro amor jako Sofía Santana
- 1997: Al norte del corazón jako Eloísa
- 1995: Victoria jako Victoria
- 1994: Café con aroma de mujer jako Marcela Vallejo

Gościnnie:
2018: Por Amar Sin Ley
2015: Lo imperdonable jako Rebeca Rojo del Rio
2014: Camelia la Texana jako Rosa
2007: Ostatnia godzina (Tiempo final) jako Ana
2005-2006: Desiciones jako Francisca
2001: Lo que callamos las mujeres jako Lety